# Uriah Smith Stephens

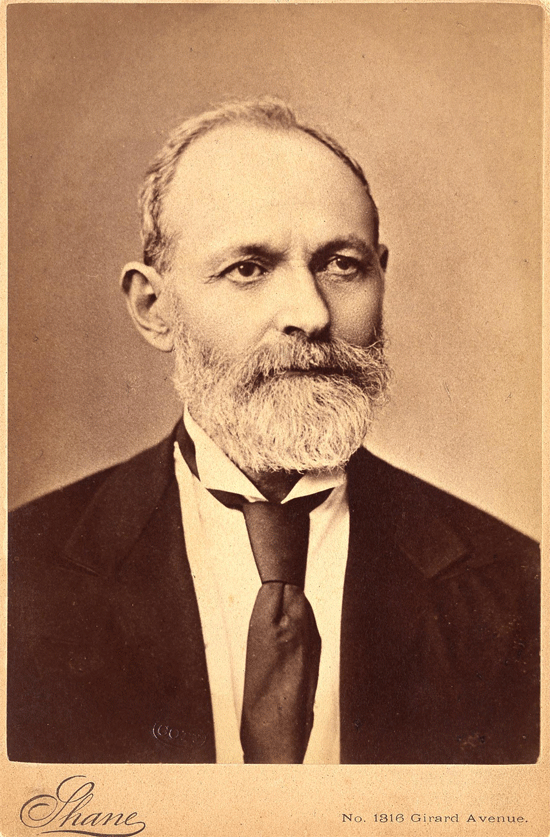
Uriah Smith Stephens

Uriah Smith Stephens (* 3. August 1821 in Cape May, New Jersey; † 13. Februar 1882 in Philadelphia, Pennsylvania) war Baptist, amerikanischer Gewerkschaftsführer und Gründer der Knights of Labor.

## Leben
Über Uriah Smith Stephens' Kindheit und seine Eltern ist nichts bekannt. Er studierte Religion und wollte Baptistenprediger werden. Doch durch die Folgen der Wirtschaftskrise von 1837 wurde er aus finanziellen Gründen dazu gezwungen, eine Lehre anzufangen. Er begann eine Lehre im Schneiderhandwerk, versuchte aber in Teilzeit, sein Studium aufrechtzuerhalten. Doch mit dem Umzug nach Philadelphia 1846 brach er sein Studium gänzlich ab. Er arbeitete in seinem Beruf als Schneider bis 1853 und ging dann für fünf Jahre nach Kalifornien. Während dieser Zeit bereiste er die Westindischen Inseln, Mittelamerika und Mexiko.
1858 kam er zurück nach Philadelphia. Er schloss sich der Gewerkschaftsbewegung an, wurde Anhänger des utopischen Sozialismus und als Republikaner ein Gegner der Sklaverei. Er unterstützte 1856 den republikanischen Präsidentschaftskandidaten John Charles Frémont und 1860 Abraham Lincoln.
1862 trat er der Garment Cutters' Association bei und wurde aktives Mitglied bis zu deren Auflösung 1869. Noch im gleichen Jahr lud er acht Kollegen seines Berufsstandes zu sich ein, stellte seine Pläne und Visionen bezüglich einer neuen Arbeiterorganisation dar und gründete mit ihnen die Noble and Holy Order of Knights of Labor, später in Knights of Labor umbenannt. Die Versammlung schuf eine Art Geheimbund mit Ritualen und Verschwiegenheitspflichten.
Stephens wurde von der ersten Generalversammlung der Knights of Labor zu ihrem Master Workmann gewählt und 1878 zu ihrem Grand Master Workmann. Noch im gleichen Jahr kandidierte er auf dem Ticket der Greenback-Labor-Partei für den US-Kongress, wurde aber nicht gewählt.
1879 gab er dann, nachdem er ein Jahr zuvor schon einmal den Rücktritt erklärt hatte, den Vorsitz ab und wurde durch Terence Vincent Powderly abgelöst.
Stephens verstarb am 13. Februar 1882 in Philadelphia und wurde dort auf dem Odd Fellows Cemetery (Friedhof) beerdigt.
Zum Zeichen ihrer Dankbarkeit und wegen seiner Verdienste entschied die Generalversammlung der Knights of Labor 1886 in Richmond, Virginia der Familie ein Haus zu bauen, um sie abzusichern.

## Wirken
Stephens' bedeutsames Schaffen beschränkt sich auf die Zeit von 1869, der Gründung der Knights of Labor, bis zu seinem Rücktritt 1879. Sein Verdienst war es, eine Arbeitnehmerorganisation gegründet zu haben, die sich als Gewerkschaft nicht lokal oder regional beschränken wollte, und sich außerdem offen zeigte für alle Menschen, die etwas produzierten, also am Wertschöpfungsprozess eines Produktes Teil hatten. Das schloss Geschäftstreibende ausdrücklich mit ein, aber beispielsweise Banker, Spekulanten und Broker ausdrücklich aus.
Stephens war von einem ihm sehr eigenen religiösen Mystizismus und Traditionsgedanken beeinflusst, die sich in den von den Knights of Labor zelebrierten Ritualen und Verschwiegenheitsregeln widerspiegelten. Er führte die Gewerkschaft in einer Art Freimaurertradition, die die Organisation und deren Mitglieder zur damaligen Zeit durchaus schützte und in Zeiten, in denen Arbeitgeber Widerstand auch mit Gewalteinsatz zu brechen pflegten, zum Überleben verhalf.
Stephens war für die Gewerkschaftsbewegung ein zu sehr religiös geprägter Visionär, als dass er hätte Massen bewegen können. Unter den zehn Jahren seiner Führung wuchs die Organisation lediglich um ca. 9000 Mitglieder an, nicht zu vergleichen mit den rund 700.000 Mitgliedern sieben Jahre später unter der Führung von Terence Vincent Powderly.
Als er 1878 versuchte, für die Greenback-Labor-Partei, in der er für das Wort „Labor“ im Namenszug verantwortlich zeichnete, für einen Sitz im US-Kongress zu kandidieren, zeigte sich bereits ein gewisses Desinteresse an der konkreten gewerkschaftlichen Arbeit. Als Powderly 1879 die Gewerkschaftsführung übernahm, zerstritt sich Stephens mit ihm umgehend, da dieser radikale Veränderungen bei den Knights einführte, die Organisation öffnete, Bruderschaftsrituale abschaffte und das Noble and Holy Order of aus dem Namen verbannte.
Stephens verblieb bis zu seinem Tod als inaktives Mitglied bei den Knights, entfremdete sich aber von der Organisation und deren eingeschlagenen Wegen.

## Weitere Literatur
- Melvyn Dubofsky: Industrialism and the American Worker 1865-1920, Harlan Davidson Inc., Wheeling, Illinois, 1969. ISBN 0-88295-925-5
- Steve Leikin: The Practical Utopians – American Workers and the Cooperative Movement in the Gilded Age, Wayne State University Press, Detroit, 2005. ISBN 0-8143-3128-9
- Edward Pessen: Most Uncommon Jacksonians: The Radical Leaders of the Early Labor Movement, State University of New York Press, 1967. ISBN 0-87395-129-8

| Personendaten    | Personendaten                                                       |
| ---------------- | ------------------------------------------------------------------- |
| NAME             | Stephens, Uriah Smith                                               |
| ALTERNATIVNAMEN  | Stephens, Uriah                                                     |
| KURZBESCHREIBUNG | amerikanischer Gewerkschaftsführer und Gründer der Knights of Labor |
| GEBURTSDATUM     | 3. August 1821                                                      |
| GEBURTSORT       | Cape May, New Jersey                                                |
| STERBEDATUM      | 13. Februar 1882                                                    |
| STERBEORT        | Philadelphia, Pennsylvania                                          |